# اندیس کاشر کوه
کاشر کوه یک اندیس فلزی است که در حوالی شهر پاکدار استان کرمان قرار دارد و مادهٔ معدنی موجود در آن، مس است.سنگ میزبان این اندیس آمفیبولیت میکا شیست ، مرمر است و دیرینگی آن به دوران پالئوزوئیک می‌رسد. در این اندیس، پاراژنز‌های کوارتز ، کوولیت ،مالاکیت یافت می‌شوند.